# 해리 제임스

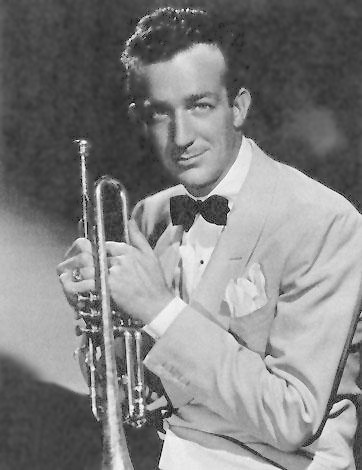
1942년 경

해리 제임스(Harry James, 1916년 3월 15일 ~ 1983년 7월 5일)는 미국의 음악가이다.
절정기에는 굿맨 악단의 스타 솔로이스트로서 명성을 떨쳤으며 1939년에 독립, 밴드를 운영하였다. 한때 코머셜리즘에 타협하여 스윗 스타일로 변한 시기도 있었으나 그의 본령(本領)은 빅 밴드 스윙에서 발휘되었다. 테크닉이나 필링도 나무랄 바 없으며, 그를 존경하지 않는 트럼펫 주자는 없다고 할 수 있을 정도이다.

## 같이 보기
- 딕 헤임즈